# Hector Hodler

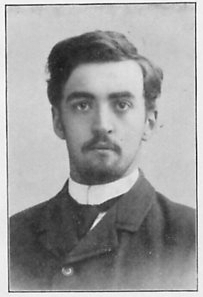
Hector Hodler in 1906.

Hector Hodler (Genève, 1 oktober 1887 - Leysin, 31 maart 1920) was een Zwitserse journalist en Esperantist die veel invloed had op de vroege Esperantobeweging.

## Biografie
Holder was een zoon van de beroemde Zwitserse schilder Ferdinand Hodler. Op zijn 16e leerde Hector Hodler Esperanto, samen met zijn schoolgenoot Edmond Privat. Zij richtten snel daarna een Esperantoclub op en een krantje, Juna Esperantisto (Jonge Esperantist).
Hodler werd journalist en nam in 1907 het blad Esperanto over, waarvan hij het belangrijkste orgaan voor organisatorische vraagstukken van de Esperantogemeenschap maakte. Hij was hoofdredacteur gedurende de 13 jaar tot aan zijn dood, behalve tijdens enkele maanden gedurende de Eerste Wereldoorlog. Het blad verschijnt tot de dag van vandaag als verenigingsorgaan van de Wereld-Esperantovereniging (UEA).
UEA werd in 1908 opgericht door Hodler en anderen, zoals Théophile Rousseau. Hodler werd algemeen directeur en vicevoorzitter. Een van zijn vrienden en medewerkers was Eduard Stettler; tot de redacteuren behoorde Edmond Privat.
Na de dood van voorzitter Harold Bolingbroke Mudie in 1916 wachtte men tot het einde van de oorlog tot men in 1919 Holder tot voorzitter verkoos.
Hodler had een speciale belangstelling voor sociale vraagstukken, pacifisme en dierenbescherming. Na zijn dood in 1920 liet hij aan de UEA een groot deel van zijn aanzienlijke vermogen na, het blad Esperanto en de bibliotheek die nu zijn naam draagt en in Rotterdam bewaard wordt. Het is een van de grootste Esperantobibliotheken ter wereld.
- Bibsys: 90514910
- CiNii: DA16021666
- Gemeinsame Normdatei: 1058766473
- International Standard Name Identifier: 0000 0000 7908 231X
- Library of Congress Control Number: nb2007003523
- Nationale Bibliotheek van Tsjechië: xx0117296
- Nederlandse Thesaurus van Auteursnamen: 069977712
- SIKART: 5000639
- Système universitaire de documentation: 243361815
- Virtual International Authority File: 3385149108564768780004